# エフゲニー・ジュガシヴィリ
エフゲニー・ヤコヴレヴィチ・ジュガシヴィリ（ロシア語: Евге́ний Я́ковлевич Джугашви́ли, 1936年1月10日 - 2016年12月22日）は、ソ連空軍大佐である。ソビエト指導者ヨシフ・スターリンの長男ヤーコフ・ジュガシヴィリの息子であり、祖父の擁護者として注目を浴びた。1999年ロシア下院選挙では共産党連合であるスターリン・ブロック - ソビエト連邦のためにの顔役の1人となった。彼は祖父の故郷である ジョージアに居住した。2016年12月に自宅付近で亡くなっているのが発見された。

## 『ノーヴァヤ・ガゼータ』訴訟
2009年9月、ジュガシヴィリは祖父が民間人に対する処刑命令に署名したとする記事を掲載したロシアの新聞『ノーヴァヤ・ガゼータ』を提訴し、国際的に話題となった。2009年10月13日、ロシアの裁判所は理由を後日公開すると述べた上でジュガシヴィリの訴えを退けた。

## プーチン批判
2015年1月、ロシア大統領のウラジーミル・プーチンがシャツを脱いで現れ、馬を手なずける姿を撮影したマッチョ的なビデオに対しジュガシヴィリは「すべて売名行為であり、大統領がいかに空っぽ頭で国を導いているかを示しただけだ」と述べた。『インデペンデント』は更に「スターリンがあと5年生きていればロシアの混乱は避けられただろう」とジュガシヴィリが述べたと報じた。